# Mohamed Amine Zidane
Mohamed Amine Zidane (sinh ngày 5 tháng 10 năm 1983 ở Relizane) là một cầu thủ bóng đá người Algérie. Hiện tại anh thi đấu cho MC Oran ở Giải bóng đá hạng nhất quốc gia Algérie.